# Pallanuoto ai Giochi della XXXII Olimpiade - Torneo maschile
Il torneo maschile di pallanuoto ai Giochi della XXXII Olimpiade a Tokyo, Giappone, si è svolto dal 24 luglio all'8 agosto 2021. Le partite sono state disputate al Tokyo Tatsumi International Swimming Centre.

## Qualificate
| Torneo di qualificazione       | Date                          | Luogo         | Posti | Qualificate |
| ------------------------------ | ----------------------------- | ------------- | ----- | ----------- |
| Paese ospitante                | 7 settembre 2013              | Argentina     | 1     | Giappone    |
| FINA World League 2019         | 18 - 23 giugno 2019           | Serbia        | 1     | Serbia      |
| Campionati mondiali 2019       | 15 - 27 luglio 2019           | Corea del Sud | 2     | Italia      |
| Campionati mondiali 2019       | 15 - 27 luglio 2019           | Corea del Sud | 2     | Spagna      |
| Giochi panamericani 2019       | 4 - 10 agosto 2019            | Perù          | 1     | Stati Uniti |
| Campionato europeo 2020        | 14 - 26 gennaio 2020          | Ungheria      | 1     | Ungheria    |
| Giochi asiatici 2018           | 25 agosto - 1º settembre 2018 | Indonesia     | 1     | Kazakistan  |
| Selezione continentale Africa  | –                             | –             | 1     | Sudafrica   |
| Selezione continentale Oceania | –                             | –             | 1     | Australia   |
| Torneo preolimpico 2020        | 14 - 21 febbraio 2021         | Paesi Bassi   | 3     | Grecia      |
| Torneo preolimpico 2020        | 14 - 21 febbraio 2021         | Paesi Bassi   | 3     | Montenegro  |
| Torneo preolimpico 2020        | 14 - 21 febbraio 2021         | Paesi Bassi   | 3     | Croazia     |
| Totale                         |                               |               | 12    |             |

## Schede della Competizione
| G | Group stage | ¼ | Quarti di Finale | ½ | Semifinali | B | Finale terzo Posto | F | Finale |

| Evento/Data → | Sab 24 | Dom 25 | Lun 26 | Mar 27 | Mer 28 | Gio 29 | Ven 30 | Sab 31 | Dom 1 | Lun 2 | Mar 3 | Mer 4 | Gio 5 | Ven 6 | Sab 7 | Sab 7 | Dom 8 | Dom 8 |
| ------------- | ------ | ------ | ------ | ------ | ------ | ------ | ------ | ------ | ----- | ----- | ----- | ----- | ----- | ----- | ----- | ----- | ----- | ----- |
| Uomini        |        | G      |        | G      |        | G      |        | G      |       | G     |       | ¼     |       | ½     |       |       | B     | F     |

## Fasce
Le fasce sono state annunciate il 21 febbraio 2021.
| Pot 1         | Pot 2           | Pot 3                 | Pot 4                | Pot 5             | Pot 6            |
| ------------- | --------------- | --------------------- | -------------------- | ----------------- | ---------------- |
| Italia Spagna | Serbia Ungheria | Stati Uniti Australia | Sudafrica Kazakistan | Montenegro Grecia | Croazia Giappone |

## Fase preliminare

### Gruppo A
| Pos. | Squadra     | Pt | G | V | N | P | GF | GS  | DR  |
| ---- | ----------- | -- | - | - | - | - | -- | --- | --- |
| 1    | Grecia      | 9  | 5 | 4 | 1 | 0 | 68 | 34  | +34 |
| 2    | Italia      | 8  | 5 | 3 | 2 | 0 | 60 | 32  | +28 |
| 3    | Ungheria    | 7  | 5 | 3 | 1 | 1 | 64 | 35  | +29 |
| 4    | Stati Uniti | 4  | 5 | 2 | 0 | 3 | 59 | 53  | +6  |
| 5    | Giappone    | 2  | 5 | 1 | 0 | 4 | 65 | 66  | -1  |
| 6    | Sudafrica   | 0  | 5 | 0 | 0 | 5 | 20 | 116 | -96 |

| Gara | Data      | Ora   | Partita     | Partita | Partita     |
| ---- | --------- | ----- | ----------- | ------- | ----------- |
| 1    | 25 Luglio | 10:00 | Sudafrica   | 2-21    | Italia      |
| 2    | 25 Luglio | 11:30 | Ungheria    | 9-10    | Grecia      |
| 3    | 25 Luglio | 14:00 | Stati Uniti | 15-13   | Giappone    |
| 4    | 27 Luglio | 10:00 | Sudafrica   | 3-20    | Stati Uniti |
| 5    | 27 Luglio | 15:30 | Italia      | 6-6     | Grecia      |
| 6    | 27 Luglio | 18:20 | Giappone    | 11-16   | Ungheria    |
| 7    | 29 Luglio | 10:00 | Ungheria    | 23-1    | Sudafrica   |
| 8    | 29 Luglio | 14:00 | Stati Uniti | 11-12   | Italia      |
| 9    | 29 Luglio | 18:20 | Grecia      | 10-9    | Giappone    |
| 10   | 31 Luglio | 14:00 | Stati Uniti | 8-11    | Ungheria    |
| 11   | 31 Luglio | 18:20 | Italia      | 16-8    | Giappone    |
| 12   | 31 Luglio | 19:50 | Sudafrica   | 5-28    | Grecia      |
| 13   | 2 Agosto  | 10:00 | Ungheria    | 5-5     | Italia      |
| 14   | 2 Agosto  | 11:30 | Grecia      | 14-5    | Stati Uniti |
| 15   | 2 Agosto  | 18:20 | Giappone    | 24-9    | Sudafrica   |

### Gruppo B
| Pos. | Squadra    | Pt | G | V | N | P | GF | GS | DR  |
| ---- | ---------- | -- | - | - | - | - | -- | -- | --- |
| 1    | Spagna     | 10 | 5 | 5 | 0 | 0 | 61 | 31 | +30 |
| 2    | Croazia    | 6  | 5 | 3 | 0 | 2 | 62 | 46 | +16 |
| 3    | Serbia     | 6  | 5 | 3 | 0 | 2 | 70 | 46 | +24 |
| 4    | Montenegro | 4  | 5 | 2 | 0 | 3 | 54 | 56 | -2  |
| 5    | Australia  | 4  | 5 | 2 | 0 | 3 | 49 | 60 | -11 |
| 6    | Kazakistan | 0  | 5 | 0 | 0 | 5 | 35 | 92 | -57 |

| Gara | Data      | Ora   | Partita    | Partita | Partita    |
| ---- | --------- | ----- | ---------- | ------- | ---------- |
| 1    | 25 Luglio | 15:30 | Australia  | 10-15   | Montenegro |
| 2    | 25 Luglio | 18:20 | Serbia     | 12-13   | Spagna     |
| 3    | 25 Luglio | 19:50 | Croazia    | 23-7    | Kazakistan |
| 4    | 27 Luglio | 11:30 | Montenegro | 6-8     | Spagna     |
| 5    | 27 Luglio | 14:00 | Kazakistan | 5-19    | Serbia     |
| 6    | 27 Luglio | 19:50 | Australia  | 11-8    | Croazia    |
| 7    | 29 Luglio | 11:30 | Spagna     | 16-4    | Kazakistan |
| 8    | 29 Luglio | 15:30 | Croazia    | 13-8    | Montenegro |
| 9    | 29 Luglio | 19:50 | Serbia     | 14-8    | Australia  |
| 10   | 31 Luglio | 10:00 | Montenegro | 19-12   | Kazakistan |
| 11   | 31 Luglio | 11:30 | Australia  | 5-16    | Spagna     |
| 12   | 31 Luglio | 15:30 | Croazia    | 14-12   | Serbia     |
| 13   | 2 Agosto  | 14:00 | Serbia     | 13-6    | Montenegro |
| 14   | 2 Agosto  | 15:30 | Spagna     | 8-4     | Croazia    |
| 15   | 2 Agosto  | 19:50 | Australia  | 15-7    | Kazakistan |

## Fase finale

### Tabellone 1º- 4º posto
|  | Quarti di finale | Quarti di finale |               |        | Semifinali                | Semifinali                |  |  | Finale        | Finale |
|  |                  |                  |               |        |                           |                           |  |  |               |        |
|  | 4 agosto 2021    |                  |               |        |                           |                           |  |  |               |        |
|  |                  |                  |               |        |                           |                           |  |  |               |        |
|  | Grecia           | 10               |               |        |                           |                           |  |  |               |        |
|  | Grecia           | 10               | 6 agosto 2021 |        |                           |                           |  |  |               |        |
|  | Montenegro       | 4                |               |        |                           |                           |  |  |               |        |
|  | Montenegro       | 4                | Grecia        | 9      |                           |                           |  |  |               |        |
|  | 4 agosto 2021    |                  | Grecia        | 9      |                           |                           |  |  |               |        |
|  |                  | Ungheria         | 6             |        |                           |                           |  |  |               |        |
|  | Croazia          | Ungheria         | 6             | 11     |                           |                           |  |  |               |        |
|  | Croazia          |                  | 8 agosto 2021 | 11     |                           |                           |  |  |               |        |
|  | Ungheria         | 15               |               |        |                           |                           |  |  |               |        |
|  | Ungheria         | 15               | Grecia        | 10     |                           |                           |  |  |               |        |
|  | 4 agosto 2021    |                  | Grecia        | 10     |                           |                           |  |  |               |        |
|  |                  | Serbia           | 13            |        |                           |                           |  |  |               |        |
|  | Italia           | Serbia           | 13            | 6      |                           |                           |  |  |               |        |
|  | Italia           | 6 agosto 2021    |               | 6      |                           |                           |  |  |               |        |
|  | Serbia           | 10               |               |        |                           |                           |  |  |               |        |
|  | Serbia           | 10               | Serbia        | 10     | Finale per il terzo posto | Finale per il terzo posto |  |  |               |        |
|  | 4 agosto 2021    |                  | Serbia        | 10     | Finale per il terzo posto | Finale per il terzo posto |  |  |               |        |
|  |                  | Spagna           | 9             |        |                           |                           |  |  |               |        |
|  | Spagna           | Spagna           | 9             | 12     | Ungheria                  | 9                         |  |  |               |        |
|  | Spagna           |                  |               | 12     | Ungheria                  | 9                         |  |  |               |        |
|  | Stati Uniti      | 8                |               | Spagna | 5                         |                           |  |  |               |        |
|  | Stati Uniti      | 8                |               |        | 5                         |                           |  |  |               |        |
|  |                  |                  |               |        |                           |                           |  |  | 8 agosto 2021 |        |
|  |                  |                  |               |        |                           |                           |  |  |               |        |

### Tabellone 5º- 8º posto
|  | Semifinali  | Semifinali  | Semifinali  |             |         | Finale                      | Finale                      | Finale                      |  |
|  |             |             |             |             |         |                             |                             |                             |  |
|  | Montenegro  | Montenegro  | 10          |             |         |                             |                             |                             |  |
|  | Montenegro  | Montenegro  | 10          |             |         |                             |                             |                             |  |
|  | Croazia     | Croazia     | 12          |             |         |                             |                             |                             |  |
|  | Croazia     | Croazia     | 12          |             | Croazia | Croazia                     | 14                          |                             |  |
|  |             |             |             |             | Croazia | Croazia                     | 14                          |                             |  |
|  |             |             | Stati Uniti | Stati Uniti | 11      |                             |                             |                             |  |
|  | Italia      | Italia      | Stati Uniti | Stati Uniti | 11      | 6                           |                             |                             |  |
|  | Italia      | Italia      |             |             |         | 6                           |                             |                             |  |
|  | Stati Uniti | Stati Uniti | 7           |             |         | Finale per il settimo posto | Finale per il settimo posto | Finale per il settimo posto |  |
|  | Stati Uniti | Stati Uniti | 7           |             |         |                             |                             |                             |  |
|  |             |             |             |             |         |                             |                             |                             |  |
|  |             |             |             |             |         | Montenegro                  | Montenegro                  | 14 (3)                      |  |
|  |             |             |             |             |         | Montenegro                  | Montenegro                  | 14 (3)                      |  |
|  |             |             |             |             |         | Italia                      | Italia                      | 14 (4)                      |  |

## Classifica finale
| Campione Olimpico | Campione Olimpico | Campione Olimpico |
| --- | ----------------- | --- |
| Serbia1 Pijetlović, 2 Mandić, 3 Dedović, 4 Ranđelović, 5 Lazić, 6 Pijetlović, 7 Rašović, 8 Aleksić, 9 Jakšić, 10 Filipović, 11 Prlainović, 12 Mitrović, 13 Mitrović, CT: Dejan Savić |                   | |
| Argento | Grecia            | GreciaZerdevas · Genidounias · Skoumpakis · Kapotsis · Fountoulīs · Papanastasiou · Dervisis · Argyropoulos Kanakakis · Mourikis · Kolomvos · Gkiouvetsis · Vlachopoulos, CT: Theodoros Vlachos |
| Bronzo | Ungheria          | UngheriaNagy · Angyal · Manhercz · Zalánki · Vámos · Hosnyánszky · Pásztor · Jansik · Erdélyi · Varga · Mezei · Hárai, CT: Tamás Märcz                                                          |
| 4 | Spagna            | |
| 5 | Croazia           | Croazia1 Bijač, 2 Macan, 3 Fatović, 4 Lončar, 5 Joković, 6 Bukić, 7 Vukičević, 8 Bušlje, 9 Miloš, 10 Vrlić, 11 Obradović, 12 García, 13 Marcelić, CT: Ivica Tucak                               |
| 6 | Stati Uniti       | |
| 7 | Italia            | Italia1 Del Lungo, 2 Di Fulvio, 3 Luongo, 4 Figlioli, 5 Presciutti, 6 Velotto, 7 Renzuto Iodice, 8 Echenique, 9 Figari, 10 Bodegas, 11 Aicardi, 12 Dolce, 13 Nicosia, CT: Sandro Campagna       |
| 8 | Montenegro        | |
| 9 | Australia         | |
| 9 | Giappone          | |
| 11 | Kazakistan        | |
| 11 | Sudafrica         | |